# Pavel Hryzák
Pavel Hryzák (* 1955) je český houslista a dirigent.

## Činnost
Původně studoval hru na housle a poté dirigování na Lidové konzervatoři (dnešní Konzervatoři Jaroslava Ježka). Působil jako houslista a dirigent Symfonického orchestru Frýdek-Místek-Symfonino.
Soukromě studoval dirigování u Františka Jílka a Václava Neumanna, který jej v roce 1983 doporučil na mistrovský kurz dirigování Leonarda Bernsteina ve švýcarském Lausanne.
Od roku 2004 je šéfdirigentem a uměleckým vedoucím Komorního orchestru Akademie Praha. Působí jako produkční katedrály sv. Víta v Praze.